# Peter de Klerk
Peter David „Piet“ de Klerk (* 16. März 1935 in Pilgrim’s Rest, Transvaal; † 11. Juli 2015 in Johannesburg) war ein südafrikanischer Automobilrennfahrer.

## Karriere
Der ehemalige Kfz-Mechaniker Peter de Klerk startete nach einem längeren Aufenthalt in England bei insgesamt vier Rennen der Automobil-Weltmeisterschaft in den Saisons 1963, 1965, 1969 und 1970. Er fuhr dabei einen Alfa Romeo Special und einen Brabham-Repco. 1970 startete er mit einem Brabham-Cosworth, der sich in seinem Privatbesitz befand. Jeder seiner Starts fand beim Großen Preis von Südafrika für ein südafrikanisches Team statt. Zunächst trat er zweimal für das Team Otelle Nucci an. 1969 fuhr er für Jack Holme und 1970 für das Team Gunston. Seine beste Platzierung war der 10. Platz im Jahr 1965.
Bis in die 1980er Jahre beteiligte er sich an Sportwagenrennen.

## Statistik

### Statistik in der Automobil-Weltmeisterschaft
Diese Statistik umfasst alle Teilnahmen des Fahrers an der Automobil-Weltmeisterschaft, die heutzutage als Formel-1-Weltmeisterschaft bezeichnet wird.

#### Gesamtübersicht
| Saison | Team         | Chassis            | Motor                | Rennen | Siege | Zweiter | Dritter | Poles | schn. Rennrunden | Punkte | WM-Pos. |
| ------ | ------------ | ------------------ | -------------------- | ------ | ----- | ------- | ------- | ----- | ---------------- | ------ | ------- |
| 1963   | Otelle Nucci | Alfa Romeo Special | Alfa Romeo 1.5 L4    | 1      | –     | –       | –       | –     | –                | –      | –       |
| 1965   | Otelle Nucci | Alfa Romeo Special | Alfa Romeo 1.5 L4    | 1      | –     | –       | –       | –     | –                | –      | –       |
| 1969   | Jack Holme   | Brabham BT20       | Repco 3.0 V8         | 1      | –     | –       | –       | –     | –                | –      | –       |
| 1970   | Team Gunston | Brabham BT26A      | Ford-Cosworth 3.0 V8 | 1      | –     | –       | –       | –     | –                | –      | –       |
| Gesamt | Gesamt       | Gesamt             | Gesamt               | 4      | –     | –       | –       | –     | –                | –      |         |

#### Einzelergebnisse
| Saison | 1 | 2 | 3 | 4 | 5 | 6 | 7 | 8 | 9   | 10 | 11 | 12 | 13 |
| ------ | - | - | - | - | - | - | - | - | --- | -- | -- | -- | -- |
| 1963   |   |   |   |   |   |   |   |   |     |    |    |    |    |
|        |   |   |   |   |   |   |   |   | DNF |    |    |    |    |
| 1965   |   |   |   |   |   |   |   |   |     |    |    |    |    |
| 10     |   |   |   |   |   |   |   |   |     |    |    |    |    |
| 1969   |   |   |   |   |   |   |   |   |     |    |    |    |    |
| NC     |   |   |   |   |   |   |   |   |     |    |    |    |    |
| 1970   |   |   |   |   |   |   |   |   |     |    |    |    |    |
| 11     |   |   |   |   |   |   |   |   |     |    |    |    |    |

| Legende  | Legende            | Legende                                                          |
| Farbe    | Abkürzung          | Bedeutung                                                        |
| -------- | ------------------ | ---------------------------------------------------------------- |
| Gold     | –                  | Sieg                                                             |
| Silber   | –                  | 2. Platz                                                         |
| Bronze   | –                  | 3. Platz                                                         |
| Grün     | –                  | Platzierung in den Punkten                                       |
| Blau     | –                  | Klassifiziert außerhalb der Punkteränge                          |
| Violett  | DNF                | Rennen nicht beendet (did not finish)                            |
| Violett  | NC                 | nicht klassifiziert (not classified)                             |
| Rot      | DNQ                | nicht qualifiziert (did not qualify)                             |
| Rot      | DNPQ               | in Vorqualifikation gescheitert (did not pre-qualify)            |
| Schwarz  | DSQ                | disqualifiziert (disqualified)                                   |
| Weiß     | DNS                | nicht am Start (did not start)                                   |
| Weiß     | WD                 | zurückgezogen (withdrawn)                                        |
| Hellblau | PO                 | nur am Training teilgenommen (practiced only)                    |
| Hellblau | TD                 | Freitags-Testfahrer (test driver)                                |
| ohne     | DNP                | nicht am Training teilgenommen (did not practice)                |
| ohne     | INJ                | verletzt oder krank (injured)                                    |
| ohne     | EX                 | ausgeschlossen (excluded)                                        |
| ohne     | DNA                | nicht erschienen (did not arrive)                                |
| ohne     | C                  | Rennen abgesagt (cancelled)                                      |
| ohne     | keine WM-Teilnahme |                                                                  |
| sonstige | P/fett             | Pole-Position                                                    |
| sonstige | 1/2/3/4/5/6/7/8    | Punktplatzierung im Sprint-/Qualifikationsrennen                 |
| sonstige | SR/kursiv          | Schnellste Rennrunde                                             |
| sonstige | *                  | nicht im Ziel, aufgrund der zurückgelegten Distanz aber gewertet |
| sonstige | ()                 | Streichresultate                                                 |
| sonstige | unterstrichen      | Führender in der Gesamtwertung                                   |

### Le-Mans-Ergebnisse
| Jahr | Team                       | Fahrzeug                         | Teamkollege | Platzierung | Ausfallgrund |
| ---- | -------------------------- | -------------------------------- | ----------- | ----------- | ------------ |
| 1966 | Porsche System Engineering | Porsche 906/6 Carrera 6 Langheck | Udo Schütz  | Rang 6      |              |
| 1967 | Lola Cars Ltd.             | Lola T70 Mk.III                  | Chris Irwin | Ausfall     | Benzinpumpe  |

### Einzelergebnisse in der Sportwagen-Weltmeisterschaft
| Saison | Team                                         | Rennwagen                        | 1   | 2   | 3   | 4   | 5   | 6   | 7   | 8   | 9   | 10  | 11  | 12  | 13  | 14  |
| ------ | -------------------------------------------- | -------------------------------- | --- | --- | --- | --- | --- | --- | --- | --- | --- | --- | --- | --- | --- | --- |
| 1966   | Porsche Great Britain Porsche Richard Groves | Porsche 906 Austin-Healey Sprite | DAY | SEB | MON | TAR | SPA | NÜR | LEM | MUG | CCE | HOK | SIM | NÜR | ZEL |     |
| 1966   | Porsche Great Britain Porsche Richard Groves | Porsche 906 Austin-Healey Sprite |     |     |     | DNF |     | DNF | 6   | 5   |     | 10  |     |     |     |     |
| 1967   | Edward Nelson Lola David Prophet             | Ford GT40 Lola T70 Ferrari 250LM | DAY | SEB | MON | SPA | TAR | NÜR | LEM | HOK | MUG | BRH | CCE | ZEL | OVI | NÜR |
| 1967   | Edward Nelson Lola David Prophet             | Ford GT40 Lola T70 Ferrari 250LM |     |     |     |     |     | DNF | DNF |     |     | 18  |     |     |     |     |